# Michael Cina
Michael Cina (* 1993) ist ein Schweizer Jazz- und Improvisationsmusiker (Schlagzeug, auch Vibraphon).

## Leben und Wirken
Cina war von früh an vom Schlagzeugspiel begeistert und erhielt Unterricht auf diesem Instrument. Durch einen Aufenthalt in Montreal fand er seinen Zugang zum Jazz. Er nahm Unterricht an der Swiss Jazz School bei Ueli Müller und Tobias Friedli und studierte dann im Jazzstudiengang an der Hochschule der Künste Bern Schlagzeug bei Dejan Terzić, Norbert Pfammatter und Julian Sartorius, wo er auch den Master erlangte. Im Sommer 2019 nahm er an einem Improvisationsworkshop der School for Improvisational Music in New York teil.
Cina tourte bereits während seines Studiums in einem von Sylvie Courvoisier geleiteten Ensemble durch die Schweiz. Er arbeitete im Trio «Oort Cloud» mit dem Gitarristen Cyrill Ferrari und der Bassistin Johanna Pärli sowie mit Pianist Matthieu Mazué und Bassist Xaver Rüegg im Matthieu Mazué Trio, mit dem er 2021 das Album Cortex bei Unit Records veröffentlichte. Gemeinsam mit der Sängerin Sonia Loenne bildete er das Duo «BureauBureau», das 2022 sein erstes Album Third Floor from the Left herausbrachte. Weiterhin wirkte er im Duo mit dem Pianisten und Keyboarder Alvin Schwaar und mit dem Berner Soundartisten und Filmkomponisten Pascal Schärli. Sein Soloprogramm dokumentierte er auf dem Album «Lead Us Places, of Multiple Faces. Show More Ways, Through This Haze.» Auch trat er mit Colin Vallon, Patrice Moret und Nicolas Masson auf.

## Preise und Auszeichnungen
Mit dem Matthieu Mazué Trio errang er 2021 den ZKB Jazzpreis und mit «Oort Cloud» den zweiten Preis. Auch 2022 wurde er (zusammen mit Sonia Loenne) mit «BureauBureau» wiederum mit dem ZKB-Jazzpreis ausgezeichnet.